# Place Chassaigne-Goyon
La place Chassaigne-Goyon est une voie située dans le quartier du Faubourg-du-Roule du 8e arrondissement de Paris.

## Situation et accès
La place Chassaigne-Goyon est une voie publique située dans le 8e arrondissement de Paris. Elle se trouve au croisement de la rue du Faubourg-Saint-Honoré, de la rue La Boétie et de l'avenue Franklin-D.-Roosevelt.
Elle est desservie par la ligne 9 à la station Saint-Philippe du Roule.

## Origine du nom

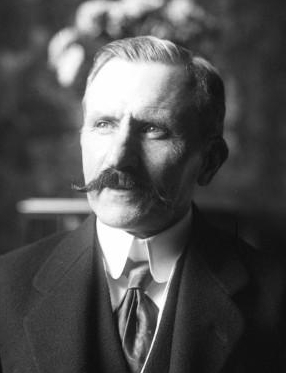
Paul Chassaigne-Goyon en 1914.

Elle tire son nom de l'homme politique (député et conseiller municipal du quartier) Paul Chassaigne-Goyon (1855-1936).

## Historique

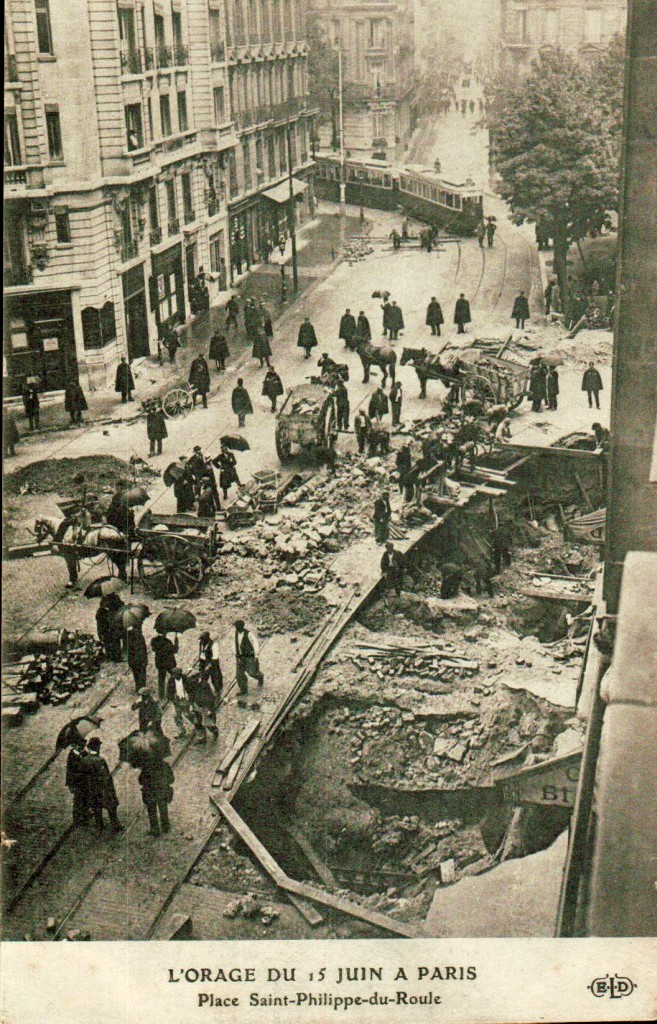
Parvis de Saint Philippe après l'orage du 15 juin 1914.

Une partie de la place est située au niveau de l'ancien cimetière paroissial de l'église Saint-Philippe-du-Roule. Des Gardes suisses tués lors du massacre des Tuileries (1792) y furent inhumés.
Le 15 juin 1914, un orage d’une rare violence éclate à Paris. De l'Opéra à Saint-Philippe-du-Roule, le sol miné par les travaux récents du métropolitain, les caniveaux des tramways ou encore la reconstruction des égouts, cède sous la pression de l’eau. Des trous s'ouvrent soudainement dans la chaussée sous les pas des passants et sous les roues des voitures.[source insuffisante]
La place est créée et prend sa dénomination actuelle en 1937, sur l'emprise des voies qui la bordent. Elle est inaugurée le 22 mai 1937, en même temps que la place Georges-Guillaumin, en présence des veuves des deux hommes.

## Bâtiments remarquables et lieux de mémoire
- L'église Saint-Philippe-du-Roule[1].